# زيلبور لطيف
زيلبور لطيف (الاسم العلمي:Xyleborus blandus) هو نوع من الحشرات يتبع جنس الزيلبور من فصيلة السوسية الحقيقية.